# Манакін ниткохвостий
Манакін ниткохвостий (Pipra filicauda) — вид горобцеподібних птахів родини манакінових (Pipridae).

## Поширення
Вид поширений в західній частині басейну Амазонки на півночі Перу, сході Еквадору, у Колумбії, а також у південній і західній частинах Венесуели. Мешкає у підліску заплавних лісів і біля водотоків у вологих лісах; у Венесуелі також біля води в листяних і галерейних лісах, переважно на висоті до 500 м.

## Опис
Дрібний птах, завдовжки 11,5 см , без урахування 4-сантиметрових хвостових ниток у самця і 2,5 см у самиці. У самця пеламіда тім'я і потилиця яскраво-червоні, решта спини чорна; білі внутрішні махові пір'я помітні переважно в польоті; кінчики хвостових пір'їн виглядають як нитки, які вигинаються вгору та досередини. Лоб, обличчя і нижня частина тіла яскраво-жовті. Самиця зверху оливково-зелена, знизу дещо блідіша, черевце блідо-жовте; хвіст такий же, як у самця, але коротший.

## Спосіб життя
Раціон складається з дрібних фруктів і комах, яких вони збирають або ловлять під час польоту.

## Підвиди
Виділяють два підвиди:
- Pipra filicauda subpallida (Todd, 1928) - східна Колумбія і північно-західна Венесуела.
- Pipra filicauda filicauda Spix, 1825 - південна Венесуела, північно-західна та центральна Бразилія, схід Еквадору та північно-східне Перу.